# Agence France-Presse
Angence France-Presse (AFP) je internacionalna novinska agencija sa sjedištem u Parizu. 
Osnovana je 1944. godine te je trenutno treća po veličini novinska agencija u cijelome svijetu (ispred nje su Associated Press i Reuters). 
Funkciju izvršnog direktora trenutno obnaša Emmanuel Hoog, a glavna urednica je Michèle Léridon. AFP ima regionalne urede u Nikoziji, Montevideu, Hong Kongu i Washingtonu. Agencija diljem svijeta ima preko 150 ureda, od kojih je jedan u Zagrebu.
AFP prenosi vijesti na francuskom, engleskom, arapskom, portugalskom, španjolskom i njemačkom jeziku.
Prema statistikama iz 2016. godine, AFP ima preko 1500 zaposlenih novinara, preko 2250 ostalih zaposlenika, 201 ured diljem svijeta. U jednom danu objave oko 5000 članaka, 3000 fotografija, 250 video izvještaja, 150 videografika te 75 infografika. Ukupni prihodi agencije su u 2016. godini iznosili 300 milijuna eura. Agencija ima preko 4500 pretplatnika.

## Povijest
Agenciju Havas osnovao je 1835. godine pariški prevoditelj i marketinški agent Charles-Louis Havas. Dva zaposlenika agencije 1948. osnovali su konkurentne novinske agencije u Londonu i Berlinu. Kako bi unaprijedili agenciju, snizili troškove poslovanja i ostvarili veće prihode od reklama, sinovi osnivača agencije Havas potpisali su ugovore s agencijama koje su osnovali bivši zaposlenici u Londonu i Berlinu. Posao su podijelili, te je svaka agencija izvještavala s određenog dijela Europe.
Tijekom 1930-ih godina, u jeku međunarodnih napetosti, Francuska vlada davala je novčanu potporu agenciji Havas u iznosu od 47% godišnjih troškova. 
Tijekom 1940-ih godina, tijekom Njemačke okupacije Francuske, agenciju je preuzeo okupator te mijenja ime u "Office Français d'Information" (Francuski informativni ured). Dana 20. kolovoza 1944. godine, grupa novinara (inače pripadnici francuskog pokreta otpora) zauzela je sve prijašnje urede agencije te započela emitiranje vijesti potpisujući ih sadašnjim nazivom agencije, Agence France-Presse.
Nakon rata agencija je nastavila s razvojem te uspostavila određeni broj međunarodnih ureda i dopisništava. AFP je prvi zapadni medij koji je izvijestio o smrti sovjetskog vođe Staljina.  10. siječnja 1957. godine francuski parlament izglasao je zakon koji je omogućio neovisnost agencije od države, a od tog dana AFP svoj novac zarađuje putem pretplata (pretplatnici danas su fizičke i pravne osobe, a prihod od pretplata je u 2011. godini iznosio oko 115 milijuna eura.) 

## Ustroj
Uprava AFP-a podijeljena je između izvršnog direktora i odbora kojeg sačinjava:
- osam predstavnika koje biraju francuski novinari
- dva predstavnika AFP-a
- dva predstavnika medija koji su u vlasništvu francuske vlade
- tri predstavnika vlade (jednoga imenuje premijer, jednoga ministarstvo financija i jednoga imenuje ministarstva vanjskih poslova).

Odbor bira izvršnog direktora na mandat od tri godine. AFP također ima posebno vijeće koje je zaduženo za praćenje i evaluaciju rada agencije, kontrolu rada agencije koji mora biti u skladu sa statutom te osiguranje neutralnosti i neovisnosti medijskog izvještavanja. 

## Vanjske poveznice
Službena web stranica